# 第三次世界大戦はもう始まっている
『第三次世界大戦はもう始まっている』（だいさんじせかいたいせんは もうはじまっている）は、フランス人の歴史人口学者エマニュエル・トッドのインタビュー集。ウクライナ問題と米国のロシア恐怖症とロシアのウクライナ侵攻に関する評論である。米国の国際政治学者ジョン・ミアシャイマーの動画の影響を受けて発言されたインタビューが中心となっている。
本書のインタビューの一部は『文藝春秋』（2022年（令和4年）5月号、94-104頁）に「日本核武装のすすめ」として掲載された。本書は2022年（令和4年）6月20日に文春新書として発行された。本書の抜粋は「文春オンライン」でも公開された。
同じテーマのインタビューが『日経ビジネス』・『中央公論』・『Voice』・『週刊ダイヤモンド』に掲載され、NHK『ニュースウオッチ9』やFNN『日曜報道 THE PRIME』でも放送された。仏『フィガロ』紙でも同じテーマのインタビューが掲載され、日本語訳がトッド, 片山 & 佐藤 (2023b, pp. 173–203)に収録された。同じテーマのジャーナリストの池上彰との対談が『AERA』に掲載され、トッド & 池上 (2023c)に収録された。

## 収録情報
第一章と第四章は、ロシアのウクライナ侵攻が始まった2022年（令和4年）2月24日より後に収録されたインタビューであり、ウクライナ戦争がテーマになっている。インタビューアーは大野舞で日本語訳が最初に出版されたものである。一方、第二章と第三章は、ロシアのウクライナ侵攻が始まる前に公開されたインタビューと評論であり、原文はインターネットで全文公開されている。第二章はウクライナ問題がテーマのインタビューであり、第三章は米国のロシア恐怖症がテーマの評論である。
1. 第三次世界大戦はもう始まっている
  - 収録日2022年（令和4年）3月23日
初出『文藝春秋』（2022年（令和4年）5月号、94-104頁）に「日本核武装のすすめ」として一部掲載。
翻訳大野舞
2. 「ウクライナ問題」をつくったのはロシアでなくEUだ
  - 原題We Live in a World of Ailing Powers.
聞き手マチェイ・ノーウィッキ（Maciej Nowicki）
初出Aspen Review, 2017年（平成29年）3月15日
翻訳編集部
3. 「ロシア恐怖症」は米国の衰退の現れだ
  - 原題La russophobie traduit la chute d'une Amérique brisée.
初出Élucid, 2021年（令和3年）11月22日
翻訳大野舞
4. 「ウクライナ戦争」の人類学
  - 収録日2022年（令和4年）4月20日
注釈収録後に一部加筆。
翻訳大野舞

## 内容
トッドは、2022年（令和4年）2月24日に勃発したウクライナ戦争に関して、「西洋諸国では、地政学的思考や戦略的思考がまったく姿を消してしまい、皆が感情に流されています」と指摘し、それに対して、米国では「この戦争が、地政学的・戦略的視点からも論じられている」として、国際政治学者のジョン・ミアシャイマーの説を紹介している。

### ミアシャイマーの説

#### 「戦争の責任は米国とNATOにある」
ミアシャイマーによれば、「いま起きている戦争〔ウクライナ戦争〕の責任は、プーチンやロシアではなく、アメリカとNATOにある」。

#### ウクライナはNATOの“事実上”の加盟国だった
それに対して、「アメリカとイギリスが、高性能の兵器を大量に送り、軍事顧問団も派遣して、ウクライナを『武装化』して」、ウクライナはNATOの“事実上”（de facto）の加盟国になった。

#### 「手遅れになる前にウクライナ軍を破壊する」事が目的だった
こうした動きに対してロシアは「日増しに強くなるウクライナ軍を手遅れになる前に破壊する」必要があり、それがウクライナ戦争の原因になったのである。

### ミアシャイマーの説とトッドの説との違い
そして、ミアシャイマーは、「ロシアはアメリカやNATOよりも決然たる態度でこの戦争に挑むので、いかなる犠牲を払ってでもロシアが勝利するだろう」。

#### 米国にとっても「死活問題」に
すなわち、「もし、ロシアの勝利を阻止できなかったとしたら、〔中略〕アメリカの威信が傷つき、アメリカ主導の国際秩序が揺るがされることになる」ので、「ウクライナ問題は、アメリカにとっても、それほどの『死活問題』」になり、「アメリカはこの戦争に、彼〔ミアシャイマー〕が想像する以上に深くのめり込む可能性がある」という。

#### グローバル化するウクライナ戦争
トッドによると、本来は「ローカルな問題」であったウクライナ戦争がアメリカや西側諸国を巻き込む形で「グローバル化＝世界戦争化」してしまったため、「我々はすでに第三次世界大戦に突入した」という。そして、「ウクライナ軍は、アメリカとイギリスの指導と訓練によって再組織化され、歩兵に加えて、対戦車砲や対空砲も備えています。とくにアメリカの軍事衛星による支援が、ウクライナ軍の抵抗に決定的に寄与しています」と説明し、その結果「ロシアとアメリカの間の軍事的衝突は、すでに始まっているのです」と解説している。

### 中国はロシアを支援する
トッドによると、『環球時報』を読めばわかるように、中国政府と中国の国民は「圧倒的にロシアに親近感を抱いている」。さらに、もしロシアが倒されれば次に狙われるのは中国になるから、中国は「最終的にはロシアを支援するのではないか」と予想している。さらに、「中国には、戦争が長期化するなかで、ロシアを利用してアメリカの武器備蓄を枯渇させることで、アメリカの弱体化を図るという選択肢が残されています」と指摘し、「巨大な生産能力を持つ中国からすると、ロシアに軍需品を供給するだけで、アメリカを疲弊させることができるのです」と説明し、ウクライナ戦争を長期化させることで米露両国が疲弊して中国が有利に成り得ると解説している。
ミアシャイマーによると、ウクライナ戦争の「最大の勝者は中国」になるという。第一の理由は、ウクライナ戦争のためアメリカが東アジアへの「軸足移動（）」ができなくなるからである。第二の理由は、ロシアを中国側に追いやることになるからである。

### ブレジンスキーの説
トッドは、アメリカの国際政治学者ズビグネフ・ブレジンスキーの説を紹介して、「ウクライナなしではロシアは帝国になれない」、ロシアが「アメリカに対抗しうる帝国となるのを防ぐには、ウクライナをロシアから引き離せばよい」と解説している。

#### 米国の戦略目標に二重に合致したウクライナ
トッドによると、冷戦後のロシアに対する米国の戦略目標は以下の二つになるという。
1. ロシアの解体
2. ロシアと米国の対立構造を維持して、ヨーロッパとロシアの接近を阻止する

そして、この戦略目標を達成するために選ばれたのがウクライナだったという。このことは「ブレジンスキーの本を読めば一目瞭然」だという。

#### NATOと日米安保の目的は日独の封じ込め
トッドは、「極論すれば、NATOや日米安保は、ドイツや日本という『同盟国』を守るものではありません」と説明し、それらは「アメリカの支配力を維持し、とくにドイツと日本という重要な『保護領』を維持するため」にあると解説している。

### 日本核武装のすすめ

#### 米国の“危うさ”は日本にとって最大のリスク
トッドによると、アメリカの行動は「予測不能で多大なリスクとなり得る」ため、アメリカは「最も予測不能」な国になるという。その理由として、アメリカには中枢が存在せず、「誰が権力を握っているのか分からない」からだという。そして、このようなアメリカの予測不能性による“危うさ”は「同盟国日本にとっては最大のリスク」になるという。したがって、本当にアメリカは信頼できるのか？　アメリカに頼り切ってよいのか？　という疑問が生まれるので、「こうした疑いを払えない以上、日本は核を持つべきだと私は考えます」と提言している。

#### 核を持つとは国家として自律すること
トッドによれば、「核の保有は、〔中略〕『同盟』から抜け出し、真の『自律』を得るための手段」であるという。したがって、「核を持つことは国家として“自律すること”」であり、「核を持たないことは、他国の思惑やその時々の状況という“偶然に身を任せること”」だという。そして、ウクライナ危機が画期となり、第二次世界大戦後、「通常戦」は小国が行うものという常識が変わったという。つまり、核を持つ大国のロシアが「通常戦」を行ったため、従来は核は「通常戦」を避けるはずのものだったのが、逆に核を持つことで「通常戦」が行われるという新たな状態が生じたという。この影響を受けて、「中国が同じような行動に出ないとも限りません」と説明している。したがって、「日本には再軍備が必要になるでしょう。そしてもし完全な安全を確保したいのであれば、核兵器を保有するしかありません」と提言している。
一方、国際政治学者のジョン・ミアシャイマーは、2022年ロシアのウクライナ侵攻により「日本の核武装を論じる人々もいます」と認めつつ、「米国は日本を核武装させたいとは思っていないでしょう」と説明し、「米国の『核の傘』が日本にしっかりかかっていれば、日本に核武装の必要はない」と解説している。ただし、米国がウクライナ戦争に固執して東アジアへの軸足移動（）ができなくなれば、「日本は孤独感をつのらせて核武装体制を構築しようとするかもしれない」ので、「まずは日本が米国に対して、ウクライナ戦争を早期に終結し、全力で軸足を東アジアに向けるように進言するべき」だと提言している。

#### 「核共有」も「核の傘」も幻想にすぎない
トッドによれば、「『核共有』という概念は完全にナンセンス」であり、「『核の傘』も幻想」にすぎないという。その理由は「使用すれば自国も核攻撃を受けるリスクのある核兵器は、原理的に他国のためには使えないから」だという。さらに具体的に言い換えて、例えば「中国や北朝鮮にアメリカ本土を核攻撃できる能力があれば、アメリカが自国の核を使って日本を守ることは絶対にあり得ません」という。したがって、「自国で核を保有するか、しないのか。それ以外に選択肢はない」という。さらに、バランス・オブ・パワーを重視する観点から、「核の不均衡は、それ自体が不安定要因となります」と説明し、「中国に加えて北朝鮮も実質的に核保有国になるなかで、日本の核保有は、むしろ地域の安定化につながるでしょう」と解説している。

### 長期的に見て国益はどこにあるか
トッドは、「台頭する中国と均衡をとるためには、日本はロシアを必要とする、という地政学的条件に変わりはありません」と説明し、「西側に追い込まれたロシアが中国と接近し、中国に軍事技術を提供することこそ、日本にとって悪夢です」と解説した。さらに、「アメリカを喜ばせるために多少の制裁は加えるにしても、ロシアと良好な関係を維持することは、あらゆる面で、日本の国益に適います」と説明し、「決して見失ってはならないのは、『長期的に見て国益はどこにあるか』です」と結論づけた。

### 「ロシア恐怖症」は米国の衰退の現れだ
トッドは、「アメリカとロシアを“歴史的ペア”として見る」ことにより、「体系だった地政学的アプローチを進める」ことができると述べて、以下のようにアメリカとロシアの現状を分析している。
乳幼児死亡率
1990年（平成2年）の時点では、ロシアの出生1000人あたりの乳幼児死亡率は18.4だったが、2019年（令和元年）には4.9に低下し、アメリカの5.4を下回った。2022年（令和4年）時点での最新情報ではロシアが4.9、アメリカが5.6となり差が広がった。
平均寿命
平均寿命はアメリカが低下傾向にあるのに対して、ロシアはまだアメリカに遅れをとっているものの上昇傾向にある。
自殺率
OECDの調査によると、ロシアでは自殺率が低下しており、2019年（令和元年）には10万人あたり11.5人で、アメリカの10万人あたり13.9人を下回った。
そして、上記の乳幼児死亡率と自殺率に基づくと、トッドは「ロシアの復活とアメリカの危機」が見えてくると結論している。さらに、その観点から「冷戦を捉え直す」と、「ソ連圏の一方的な敗北」ではなく「アメリカモデルも東西対決から無傷で抜け出したわけではない」ことになるという。すなわち、冷戦は「米ソの相互破壊」で終結し、「アメリカの内部システムは崩壊した」ことになり、それを理解するには「（トクヴィルが最初に提供した）アメリカとロシアを一つのペアとして捉えるシステム解析」が有効な手段になるという。

### 「ウクライナ戦争」の人類学

#### ウクライナ侵攻に対する各国の反応
トッドは、ウクライナ侵攻に対する各国の反応を
1. 「非難して制裁を科す国」
2. 「非難するが制裁はしない国」
3. 「非難も制裁もしない国」
4. 「支持する国」

に分類して図示し、「①『非難して制裁を科す国』は“世界の大半を占める国々”ではなく“一部の特定の国々”である」と説明している。具体的には、アメリカ・イギリス・カナダ・オーストラリア・ニュージーランドというアングロサクソン諸国と、ヨーロッパ諸国、それに加えて、日本・韓国という広義の「西洋」で、そこにラテンアメリカ諸国が少しだけ加わっていると解説している。すなわち、「西洋は『世界』の一部でしかないのです」と結論づけている。

#### “軍事支援”でウクライナを破壊している米国
トッドによれば、ウクライナ戦争を主導しているのはアメリカとイギリスであり、アメリカの軍事支援はアメリカが“事実上”この戦争に参加していることを意味する。そして、アメリカの軍事支援は以下の3つを意味するという。
1. ロシア軍の相手は、アメリカの軍事システムとウクライナ軍である。
2. もしロシア軍の相手がアメリカならば一切の遠慮なくウクライナを破壊できることになる。
3. ロシアは「ウクライナという弱い国を相手にする強国」ではなく「アメリカという大国を相手にする弱い国」になる。

その結果、「ロシアは、アメリカが期待したほど、世界から孤立することはないでしょう」と予測している。
最後に、ウクライナ戦争の今後の展開を予想するのは難しいが、「長期戦」「持久戦」になる可能性が高く、戦争が長引けば長引くほどウクライナは破壊されていくので、「アメリカは“支援”することで、実はウクライナを“破壊”している」という。

## 背景

### ウクライナに残された核兵器

#### 世界第三位の核戦力
国際政治学者のアンドリー・グレンコによると、1991年（平成3年）にウクライナがソ連から独立した時点で、ウクライナが保有していた核兵器は、176発の大陸間弾道ミサイル、1500発以上の戦略的核弾頭、2800発以上の戦術的核弾頭であった。すなわち、「米露に次ぎ、世界第三位の核戦力であり、中国、イギリス、フランスよりも多かった」という。グレンコによると、ウクライナの核廃絶の歴史は以下のようになる。
1990年（平成2年）7月16日
ウクライナ・ソビエト社会主義共和国の最高会議は「ウクライナ主権宣言」を採択。
1991年（平成3年）8月24日
ウクライナは独立宣言をし、正式に独立国家となる。
1992年（平成4年）-1993年（平成5年）
ウクライナ政府はウクライナの核兵器の処分方法を米露の代表団と交渉。
1993年（平成5年）9月3日
ウクライナのクラフチュク大統領とロシアのエリツィン大統領がウクライナの全ての核弾頭・高濃縮ウラン・軍用プルトニウムをロシアに移動することに決定。（マッサンドラ合意）
1994年（平成6年）11月16日
ウクライナが核拡散防止条約（NPT）に加盟。ウクライナは自国の核兵器の完全放棄を実施し、将来、非核保有国になることを表明。
1994年（平成6年）12月5日
ウクライナ・ベラルーシ・カザフスタンとアメリカ・イギリス・ロシアがブダペスト覚書に署名。その内容は、ウクライナ・ベラルーシ・カザフスタンが核不拡散条約（NPT）に加盟することと引き換えに、アメリカ・イギリス・ロシアが3ヵ国の安全を保障するというもの。
1996年（平成8年）6月2日
ウクライナは正式に非核保有国となる。

#### 正しかったミアシャイマーの指摘
また、アメリカの国際政治学者ジョン・ミアシャイマーは1993年（平成5年）の夏の時点で、「ウクライナは1656発の戦略核兵器を全て残している。それらはアメリカを狙ったものだが、ロシアへ発射するようにプログラミング可能である」と解説した。具体的には、「130基のSS-19S（各6弾頭）、46基のSS-24S（各10弾頭）、30機のBear-HおよびBlackjack（合計416発の核弾頭を搭載可能）であり、合計すると1656発の戦略核兵器になる」という。

#### どの国もウクライナを守らなかった
アンドリー・グレンコは、「二〇一八年の現在において、核兵器の早期的な廃棄は過ちであったことは明らかである」と述べて、「どれほど国内外情勢が激しかろうと、ウクライナの核兵器を守るために力を尽すべきであったし、外交交渉においては引き延ばし作戦を取るべきであった」と解説した。さらに「〔前略〕長年にわたる交渉のなかで、ウクライナの核兵器をNATO（北大西洋条約機構）の核体制に組み込む方法を探るか」、またはアメリカがウクライナの核保有を「黙認するよう働きかけるべきであった」と説明した。そして、「もしこのような交渉をし、この要求の一部だけでも西側に認めさせることができれば、〔中略〕二〇一四年から今日まで続いているロシアとの戦争も回避できたかもしれない」と解説した。
国際政治・米国金融アナリストの伊藤貫によると、今回の「米露戦争〔ウクライナ戦争のこと〕長期化で利益を得るのはチャイナ」になるという。その理由は、米露戦争の長期化により、「アメリカは中国封じ込め政策を遂行する能力を失っていくから」だという。そして、その結果、「強烈なダメージを被るのは、勿論、日本」になるという。

### 「NATOは東方に拡大しない」という約束
NATOの東方拡大とは、中東欧諸国をNATOの一員に組み込むことである。トッドは、「一九九〇年の時点で、『NATOは東方に拡大しない』といった“約束”がなされていました」と解説し、編集部の注釈として、
当時のソ連書記長ゴルバチョフに対し、一九九〇年二月九日、アメリカのベーカー国務長官が「NATOを東方へは一インチたりとも拡大しないと約束する」と伝え、翌日にはコール西独首相が「NATOはその活動範囲を広げるべきではない」と伝えている
と記されているように、「NATO不拡大の約束」は存在したという説が有力である。

#### ジャック・マトロックの証言
国際政治・米国金融アナリストの伊藤貫は、駐露大使を務めたアメリカ国務省官僚のジャック・マトロックの証言を引用して、「ベーカー国務長官はゴルバチョフとシュワルナゼに面と向かって、「we give you iron-clad guarantees that NATO will not extend one inch to the east」(「『我々はNATOを一インチたりとも東方に拡張しない』という鉄の保障を提供します」)と明言している」と説明し、「マトロック大使は、その場に同席していた！」と解説している。

#### 「NATO不拡大の約束」は存在しなかった？
一方、国際政治学者の袴田茂樹は、ロシアメディアの『新時代』（2016年1月18日号）に掲載されたB・ユナノフの記事や『独立新聞』（2015年12月15日号）に掲載されたN・グリビンスキーの論文および同紙の（2022年1月17日号）に掲載されたA・アルバトフの記事を引用して、「NATO不拡大の約束」は存在しなかったと説明し、「NATO不拡大の約束」が破られたためにウクライナ戦争を始めたというプーチンの主張は「全くの間違いまたは意図的なフェイク情報」だと解説している。

#### 核を廃棄したのが失敗だった
また、名古屋商科大学ビジネススクール教授の原田泰は、ブダペスト覚書を重視して、「ＮＡＴＯの拡大よりもミンスク合意の違反よりも、ブダペスト合意違反こそが重要ではないか」と問題提起して、ウクライナがブダペスト覚書により核を廃絶する代わりに核を保有する五大国が安全保証したにもかかわらず、2014年（平成26年）のロシアによるクリミアの併合でどの国も（ロシアに経済制裁をした以外では）ウクライナの安全保障のために何もしなかったため、ブダペスト覚書が反故にされてしまい、その結果として「核を保有した国は永久に核を放棄せず、安全のためには核を保有するしかない、と考える国が拡大する」と説明している。さらに、2014年（平成26年）のクリミア危機や2022年（令和4年）のウクライナ戦争について、「ウクライナは、核を廃棄したのが失敗だった、核を維持していたらこんなひどい目に合わずにすんだ、と思うだろう」と解説している。

### NATOの東方拡大と紛争の歴史
1999年（平成11年）3月12日
第一次東方拡大で、ポーランド・ハンガリー・チェコの三ヵ国がNATOに加盟。
2004年（平成16年）3月29日
第二次東方拡大で、バルト三国（エストニア・ラトビア・リトアニア）と、ルーマニア・ブルガリア・スロバキア・スロベニアの七ヵ国がNATOに加盟。
2008年（平成20年）4月2日-4月4日
NATOの首脳会議で「グルジア（現・ジョージア）とウクライナを将来的にNATOに組み込む」ことが宣言。
2008年（平成20年）8月7日-8月16日
ロシアとグルジアとの間で南オセチア紛争が勃発。
2014年（平成26年）2月22日
ウクライナで、「ユーロマイダン革命」と呼ばれるクーデタが発生。
2014年（平成26年）2月23日-
クリミア危機とウクライナ紛争が勃発。

#### 第一次・二次東方拡大
1999年（平成11年）の第一次東方拡大ではポーランド・ハンガリー・チェコの三ヵ国がNATOに加盟し、2004年（平成16年）の第二次東方拡大ではバルト三国（エストニア・ラトビア・リトアニア）と、ルーマニア・ブルガリア・スロバキア・スロベニアの七ヵ国がNATOに加盟した。ロシアはこれらの2回のNATOの東方拡大を受け入れることになった。

#### 南オセチア紛争
しかし、さらに、2008年（平成20年）4月にブカレストで開催されたNATOの首脳会議で「グルジア（現・ジョージア）とウクライナを将来的にNATOに組み込む」ことが宣言されると、「その直後、プーチンは緊急記者会見を開き、『強力な国際機構が国境を接するということはわが国の安全保障への直接的な脅威と見なされる』と主張」し、ロシアとグルジアとの間で南オセチア紛争が勃発した。

#### ユーロマイダン革命とクリミア危機・ウクライナ紛争
2014年（平成26年）2月22日、ウクライナで、「ユーロマイダン革命」と呼ばれるクーデタが発生し親露派のヤヌコビッチ政権が倒されると、ロシアはクリミアを編入（クリミア危機）し、親露派が東部のドンバス地方を実効支配すること（ウクライナ紛争）になった。

## 評価
名古屋商科大学ビジネススクール教授の原田泰は、(ミアシャイマー 2022)と(トッド & 大野 2022)に関して、ミアシャイマーの説とトッドの説を同一視し、どちらも「ウクライナの立場はまったく考えられていない」と説明し、「小国を大国の従属国、緩衝国にするのがリアリズムなのか」と問題提起して、彼ら欧米知識人は「自由と人間の尊厳に対して冷笑的」であり、「彼らは、屈辱の平和が欲しくて小国の自由を犠牲にしている」と批判した。
ジャーナリストの斎藤貴男は、2022年9月18日に東京新聞オンライン版に掲載された書評において、「本書によれば、今回のウ・ロ戦争を仕掛けたのは米国と北大西洋条約機構（ＮＡＴＯ）に他ならない」と説明し、「戦争は『もはやアメリカの文化やビジネスの一部と言って過言でない』との指摘に思わず膝を叩（たた）いた」と記した。さらに「そこで改めてウクライナの状況を直視しよう」と続けて、「米国のあたかも傀儡（かいらい）としてロシアとの戦争を続けている彼らは、私たちの明日の姿ではあるまいか」と問いかけた。書評の最後の部分で、斎藤は「本書の議論の大半に、評者は大いに共感できた。ただ一点だけ、だから日本は核を持つべきだとする提言には強い違和感がある」と述べて、それは「ただ単に、中国に先制攻撃の口実を与えてしまうだけである」と解説した。